# Bánh bó
Bánh bó là một loại bánh nén chặt có nhân trái cây trộn lẫn với bột nếp có xuất xứ từ Quảng Ngãi, Việt Nam.
Bánh bó thường được làm trong dịp Tết trung thu, Tết Nguyên đáng ở nông thôn Việt Nam.